# Jesko Habert
Jesko Habert (* 1988 in Neuwied) ist ein deutscher Slampoet und Autor.

## Leben und Schaffen
Jesko Habert tritt nach eigener Aussage seit 2007 auf deutschen Poetry-Slam-Bühnen auf, gibt Workshops und organisiert als Slam Master mehrere Veranstaltungen in Berlin, Brandenburg und Rheinland-Pfalz. 2020 gewann er die Rheinland-Pfälzischen Landesmeisterschaften im Poetry Slam.
Zusammen mit anderen gründete er die Berliner Slampoeten-Lesebühne „Kiezpoeten Slam Show“, die monatlich in der Weddinger Kulturkneipe Mastul stattfindet. Auf zahlreichen Slam-Poetry-Wettbewerben in der Region Berlin/Brandenburg ist er seit Jahren als Moderator oder Gastgeber der Veranstaltung aktiv.
Als Autor publizierte er vier belletristische Werke in Verlagen wie periplaneta, darunter ein Kinderbuch und einen Roman. Zudem arbeitete als Co-Autor von Fachpublikationen im Umwelt-Bereich.

## Veröffentlichungen
- Pepe und der Pupsroboter. Willegoos, Potsdam 2016, ISBN 978-3-944445-20-5.
- Märchen aus einer grausamen Welt. Periplaneta, Berlin 2017, ISBN 978-3-95996-083-0.
- Tiefsommer. Periplaneta, Berlin 2018, ISBN 978-3-95996-073-1.
- Kiezpoeten: Slam-Poetry aus Berlin (Hrsg.). Periplaneta, Berlin 2019, ISBN 978-3-95996-155-4.